# Палац отаманів Єфремових
Палац отаманів Єфремових — пам'ятник цивільної архітектури XVIII століття в станиці Старочеркаська. Побудований у 1761 році в Єфремівському подвір'я і було родовим маєтком донських отаманів Єфремових.

## Історія
Фасад отаманського палацу в станиці Старочеркаська витриманий в стилі класицизму. Виконаний подібним до садибних палаців московської та петербурзької знаті. Трикутний фронтон центрального ризаліта підтримують чотири одиночні і дві пари здвоєних гладких напівколон. Колонада спирається на рельєфний пояс між першим і другим поверхами. Прямі сандрики прикрашають вікна другого поверху, а лучкові — першого. У оформленні стін палацу звертає на себе увагу разномасштабность вікон. Вікна нижнього поверху невеликі за розміром, плескаті за формою, а глухі замкові лиштви нагадують фортечні вікна будинку торгових козаків Жученкових. Вікна другого поверху — більші, світліші, обрамлені легкою рамкою, вони надають будівлі вид палацової споруди. Палац отаманів Єфремових будувався одночасно з домовою церквою.
Численні реконструкції, особливо після пожежі 1848 року, змінили будинок. Первісний вигляд зберігся на замальовці панорами Черкаська, зробленої 7 червня 1803 року архітектором Н. А. Львовим, якого імператор Олександр I відрядив на Кавказ і в Крим «для влаштування та опису різних потреб при тамтешніх теплих водах». Судячи по зображенню Львова, витягнута по горизонталі будівля зберегла симетричність композиції і пілястрове членування стіни. Втраченим виявився класичний портик, який об'єднує два поверхи. У XIX столітті змінилося розташування парадного входу, який перебував з південного боку.

## Історія маєтку
Козачий дворянський рід Єфремових був одним з найбагатших на Дону. Його засновник — син московського купця Єфрема Петрова — у 1670 році перебрався в Черкаськ (нині — Старочеркаська), успішно торгував, висунувся в старшини. У 1756—1761 родина Єфрема звела домову Донську церква в ім'я Донської Божої матері. За переказами, її прототипом послужила церква, яка перебуває на Ближніх печерах Києво-Печерської лаври. Між ними простежується певна схожість, використання прийомів українських майстрів: поєднання вертикальних прямокутних і гранованих форм, гармонія прямолінійних і криволінійних обрисів, злиття барокових і класичних елементів декору. 27 грудня 1831 року вдова Євдокія Іоакімовна, Уляна Олексіївна і її син, осавул Микола Степанович, подали прохання донському архієпископу Опанасу з проханням влаштувати у родовому маєтку в станиці Старочеркаській жіночий монастир. Головним і єдиним мотивом, що спонукав спадкоємців роду Єфремових зробити такий крок, у проханні названі віра і бажання увічнити пам'ять родичів, похованих в землі Черкаська. Іменний указ імператора Миколи I «Про заснування в Новочеркаській єпархії війська Донського у Старочеркаській станиці жіночий Єфремовський монастир» вийшов 25 січня 1837 року.

## Експозиція
Палац отаманів Єфремових є головним об'єктом Старочеркаського музею-заповідника. Великі апартаменти Єфремовського палацу використовуються для змінних експозицій, виставок, які розповідають відвідувачам про історичне минуле Черкаська і донського козацтва. Серед експонатів — мармуровийі сонячний годинник XVI століття, привезені козаками з Константинополя знамениті азовські трофеї XVII століття, захисне озброєння донських козаків. Після реконструкції в 2014 році для екскурсій відкрився другий поверх, де розміщені виставки, присвячені сім'ї Єфремових та козацької культури.
У 2015 році Міністерство майнових і земельних відносин Ростовської області мало намір передати Російській православній церкві будівлю отаманського палацу, але обласний суд визнав намір передачі незаконним, і музейний комплекс залишається світською установою.